# シアヤン島
シアヤン島(シアヤンとう、英語: Siayan)はバタン諸島の島の一つ。現地語ではディタレム島として知られており、直径は800から1200m程度で、イトバヤット島の北北西8km程度の位置に存在する。最も近い島はマブデス島であり、この島はシアヤン島から北北西に2400mほどの位置に存在する。
シアヤン島の北東部にはいくつかの独立した岩礁があり、マブデス島との間の水路は大型船にとって安全でない状態になっている。
シアヤンの標高は最大164mであり、この山はフィリピン火山地震研究所によると休火山とされている。

## 註
1. ↑  University of Georgia. “Yami culture of Taiwan”. 2010年8月24日閲覧。
2. ↑  U.S. Coast and Geodetic Survey, Department of Commerce. United States Coast Pilot, Philippine Islands Part I, p. 39. Washington Government Printing Office, 1919.
3. ↑  PHILVOCS. “List of Inactive Volcanoes in the Philippines”. 2010年8月24日閲覧。